# Harriet Elizabeth Prescott Spofford
Harriet Elizabeth Prescott Spofford (Calais, 3 aprile 1835 – Deer Island, 14 agosto 1921) è stata una scrittrice statunitense. 
Conosciuta principalmente per i suoi romanzi, i poemi e storie poliziesche, è ritenuta una dei pionieri del romanzo poliziesco americano.

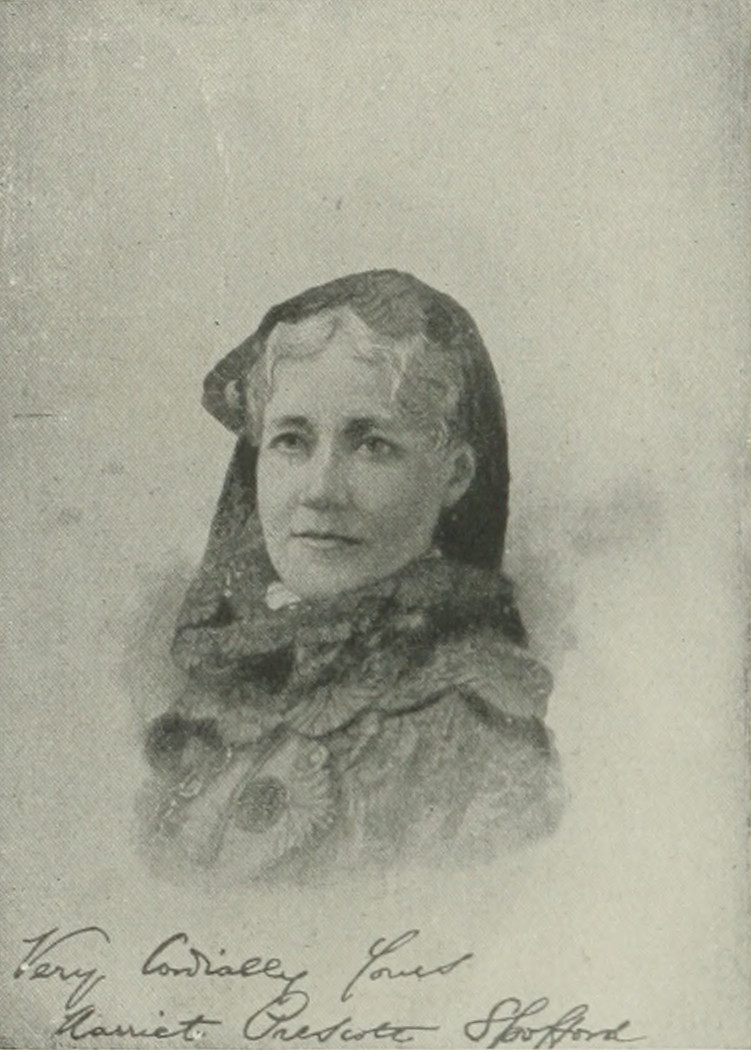
Ritratto di Harriet Elizabeth Prescott Spofford (1835-1921)

## Biografia
Harriet Elizabeth Prescott nacque a Calais, nello Stato del Maine, il 3 aprile del 1835 da una famiglia benestante del New England composta da Joseph Prescott, Sarah Bridges e i loro cinque figli, di cui Harriet era la maggiore. A seguito dello scoppio della guerra anglo-americana nel 1812, la famiglia Prescott iniziò ad avere seri problemi finanziari dovuti al tracollo degli affari nel commercio marittimo. Nonostante le difficoltà economiche, Harriet Spofford frequentò una scuola privata dove iniziò a scrivere i suoi primi saggi.
Nel 1849 si trasferì a Newburyport, Massachusetts; nella prestigiosa Putnam Free School seguì corsi di retorica, di poesia e di composizione, e si avvicinò alla comunità letteraria del tempo. Scrisse diversi saggi per il giornalino della scuola e iniziò a ricevere i suoi primi riconoscimenti accademici e letterari. In particolare vinse una gara di scrittura con il suo saggio sull'Amleto, che gli permise di conoscere Thomas Wentworth Higginson, noto politico e scrittore statunitense, divenuto in seguito suo mentore e amico.
Dopo essersi diplomata nel 1852, si iscrisse alla Pinkerton Academy nel New Hampshire nel 1853, ma qualche anno più tardi entrambi i genitori di Spofford si ammalarono gravemente e i problemi economici della famiglia si acuirono. Al fine di provvedere ai bisogni dell'intera famiglia, Harriet Spofford decise di scrivere e pubblicare alcuni dei suoi romanzi su diversi giornali locali per ricavarne qualche guadagno.
Nel 1859 pubblicò la sua prima opera importante, In a Cellar, sulla rivista statunitense Atlantic Monthly. Inizialmente l'editore e critico di tale rivista, James Russell Lowell, dubbioso sul fatto che Spofford avesse davvero scritto da sola un lavoro di tale caratura e pensando si trattasse di una traduzione da un altro testo, ne proibì la pubblicazione. Fu solo grazie all'intervento di Higgingson, che ne assicurò l'autenticità, che Lowell si ricredette. Spofford fu così introdotta nei grandi circoli letterari e continuò a pubblicare i suoi lavori di prosa e poesia in diverse riviste del paese.
A questo grande successo seguì la pubblicazione nel 1860 del suo primo romanzo a tema gotico, Sir Rohan Ghost, e di due storie, The Amber Gods e Circumstance, entrambe apparse nell'Atlantic Monthly. La forza e l'esperienza narrate nelle due storie fecero passare in ombra il romanzo, che ricevette una critica moderata nonostante la storia fosse intrisa di colpi di scena, incesti, tragedie e presenze ultraterrene.
Con la pubblicazione nel 1863 di The Amber Gods and Other Stories, Spofford riuscì a catturare l'interesse di un vasto numero di lettori, diventando una delle scrittrici più popolari in America e la più promettente scrittrice romantica. Continuando però ad avere problemi economici, seguitò a pubblicare grandi quantità di storie brevi per diversi periodici.
Tra il 1860 e il 1921, Spofford pubblicò oltre trecento opere tra storie, poemi, saggi, romanzi e libri per bambini in più di trentacinque periodici. Rientra fra i suoi libri più importanti il suo secondo romanzo, Azarian: An Episode (1864), che segnò lo scontro tra il lato romantico delle opere spoffordiane e la tendenza verso il realismo letterario. Per questo motivo Spofford ricevette alcuni ammonimenti da Henry James, il quale attaccò l'Azarian per il mancato realismo. Facendo tesoro delle critiche di questo autore, Spofford si impegnò nei lavori successivi ad imprimere nelle sue opere sia lo spirito romantico a lei tanto caro, che un approccio realistico e figurativo.
Nel 1865 Harriet si sposò con uno stimato avvocato e politico, Richard Spofford, dal quale prese il cognome. Il loro matrimonio fu brutalmente segnato dalla morte dell'unico figlio, Richard, nel 1867. Raggiunta una certa stabilità economica, nel 1874 i coniugi Spofford acquistarono Deer Island, sul fiume Merrimack, dove si stabilirono.
Dopo la morte del marito avvenuta nel 1888, Spofford si riavvicinò alla sua famiglia e continuò a coltivare le sue innumerevoli amicizie. Continuò anche a pubblicare nuovi romanzi e romanzi brevi, senza però ottenere molto successo critico, ad eccezione dell'opera The Elder's People (1920), che la ricondusse a una certa fama tra i suoi lettori e nel mondo letterario.
Spofford continuò ad essere un'autrice molto amata ed apprezzata, in particolar modo dalle sue lettrici, e continuò a scrivere fino al giorno della sua morte, avvenuta il 14 agosto 1921 sulla Deer Island, isola fluviale a Amesbury, nel Massachusetts.

## Opere
- In a Cellar, 1859
- Sir Rohan's Ghost, 1860
- The Amber Gods, 1860
- Circumstance, 1860
- The Amber Gods, and Other Stories, 1863, ripubblicato nel 1989
- Azarian: An Episode, 1864
- New England Legends, 1871
- The Thief in the Night, 1872
- Art Decoration Applied to Furniture, 1878
- The Servant Girl Question, 1881
- Marquis of Carabas, 1882
- Poems, 1882
- Hester Stanley at St. Mark's, 1883
- Ballads About Authors, 1887
- A Scarlet Poppy, and Other Stories, 1894
- Stepping Stones To Happiness, 1897
- Old Madame, and Other Tragedies, 1900
- That Betty, 1903
- The Ray of Displacement and other stories, 1903
- Old Washington, 1906
- The Fairy Changeling, 1910
- A Little Book of Friends, 1916
- The Elder's People, 1920

## "Circumstance": narrativa gotica e della schiavitù
La storia breve Circumstance, pubblicata nel 1860 in una delle numerose edizioni dell'Atlantic Monthly, è ritenuta uno dei primi esempi di romanzo gotico scritto in America. L'ambientazione nel Maine durante l'epoca coloniale e la redazione della storia durante un periodo di forte tensione politica, che si concluse proprio con lo scoppio della Guerra Civile (1861-1865), hanno permesso a Spofford di introdurre all'interno della sua opera un vasto numero di elementi gotici e di commentare in maniera più o meno velata la situazione di crisi in cui verteva il paese.
La trama vede come protagonista una donna il cui nome rimane sconosciuto per tutta la durata della storia. Catturata nella foresta da una bestia chiamata dal narratore "Indian Devil" (Diavolo Indiano), l'eroina è in grado di rabbonire questo mostro dalle sembianze di una pantera attraverso il canto. Il finale vede il marito della donna uccidere la belva e salvare la sua amata, ma i due quando riusciranno a tornare a casa troveranno la loro colonia completamente distrutta dai nativi.
Come da consuetudine nel genere gotico, il famigliare si mescola con l'ignoto e i personaggi agiscono in modi totalmente inaspettati o contraddittori, tanto da metterne spesso in discussione la loro bontà o cattiveria. Ed è proprio ciò che accade ai tre protagonisti dell'opera: la donna, il marito e il rapitore. Anche il soprannaturale gioca un ruolo importante nell'opera, e in generale nella letteratura gotica: in particolar modo, in Circumstances troviamo riferimenti a fantasmi e voci spettrali, mentre l'incontro tra la donna e la belva viene descritto con un linguaggio dai toni misteriosi e soprannaturali:
(Harriet Prescott Spofford)
(Harriet Prescott Spofford)
Attraverso le numerose immagini gotiche e paesaggi che rimandano alla natura selvaggia e incontrollabile dell'America, dove la violenza, il terrore, il razzismo e le lotte sociali le facevano da padrone, Spofford riesce a sintetizzare nella sua opera tutte le ansie della società del tempo. Per aver affrontato il tema del razzismo, Circumstance è identificabile anche come esempio di narrativa della schiavitù. Il "Diavolo Indiano", la belva che rapisce la protagonista, è descritto come violento, incapace di comunicare, come più simile ad una bestia che ad un uomo. Nonostante ciò, diversi elementi all'interno della narrazione, in particolare le azioni che compie, farebbero pensare che la bestia sa in realtà più riconducibile a un indigeno, avvicinando il "Diavolo Indiano" al tipico personaggio del nativo americano della tradizione della narrativa della schiavitù.
La riuscita straordinaria di Circumstance come opera gotica fece sì che la Spofford iniziò ad essere considerata una delle scrittrici americane più promettenti, e il successo del suo lavoro portò molti suoi colleghi ad apprezzarla e a lodarla. La forza della sua scrittura in quest'opera fu tale da colpire (e turbare) una delle più grandi scrittrici della storia americana, Emily Dickinson, la quale affermò: "Ho letto Circumstance di Miss Prescott, ma mi seguiva nel Buio, perciò l'ho evitata".

## "The Amber Gods"e la letteratura romantica
Un altro grande genere più volte utilizzato da Spofford è quello della letteratura e della narrativa romantica. Tra il 1860 e il 1920 Harriet Spofford pubblicò centinaia di storie brevi e molte di queste erano caratterizzate dalle convenzioni della narrativa romantica: la trama, lo stile, l'analisi della sfera psicologica e sessuale. Uno dei racconti spoffordiani più rappresentativi in questo senso è The Amber Gods, pubblicato assieme a Circumstance sull'Atlantic Monthly nel 1860.
La protagonista dell vicenda, Giorgione Willoughby, è una tipica donna del XIX secolo che nonostante la libertà concessale dal marito vive le limitazioni culturali e sociali del suo tempo. Giorgione, con grande astuzia, è in grado di mandare a monte il matrimonio della cugina con l'artista Vaughan Rose, che finirà per sposare la protagonista. Ma il matrimonio finirà per logorarsi, portando lei verso un graduale deperimento.
All'interno di "The Amber Gods" la figura della donna del diciannovesimo secolo è rappresentata dalla protagonista dell'opera, che attraverso il suo spirito creativo e la sua sensibilità riesce a superare le barriere imposte dalla società patriarcale dell'epoca che voleva la donna limitata nell'ambiente domestico. A questo scopo, l'arte la poesia e la pittura diventano la chiave che la protagonista ha per esprimere se stessa e le sue idee, che altrimenti rimarrebbero inespresse. Per i temi affrontati il testo di Spofford si muove contro i canoni e le convenzioni sociali del tempo. Ed è proprio da questo scontro tra osservanza e trasgressione, tra vecchio e nuovo, tra tradizione e cambiamento che prende vita l'espressione romantica.